# Гер (гавар)

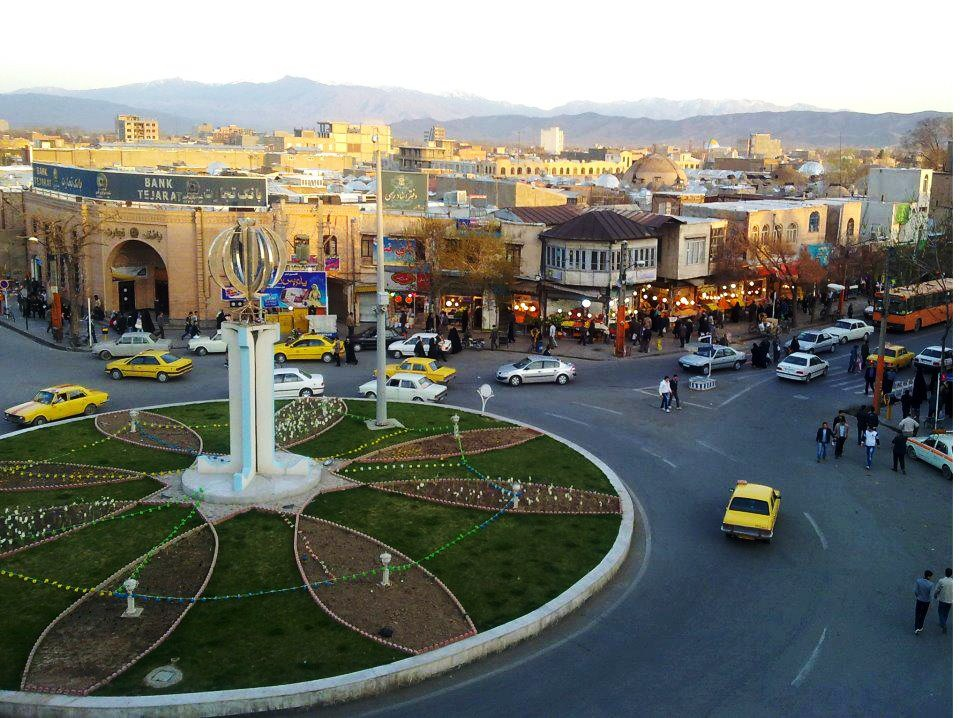
Город Хой

Гер (арм. Հեր) — гавар провинции Парскаайк Великой Армении. На сегодняшний день территория исторического Гера находится в границах шахрестана Хой провинции Западный Азербайджан Исламской Республики Иран.

## География
Гер находится на севере провинции Парскаайк. На западе Гер граничит с гаварами Андзахи-Дзор и Агандрот провинции Васпуракан, на севере − с гаваром Зараванд провинции Парскаайк, на востоке − с гаваром Багеан провинции Васпуракан, на юго-востоке − с гаваром Тайгреван провинции Васпуракан, на юге − с гаваром Арна провинции Парскаайк. 
Столицей гавара является город Хой (Гер) в северной части. На западе находится город Нварсак.
Южной границей Зараавнда служит река Кармир и её приток Котуйр.